# Neopromachus pachynotus
Neopromachus pachynotus is een insect uit de orde Phasmatodea en de  familie Phasmatidae. 